# 消失的檔案
消失的檔案（Vanished Archives）是一部香港紀錄片，由羅恩惠執導。内容主要描述六七暴動。2017年於香港上映。美國及加拿大多個城市亦曾放映過消失的檔案。
羅恩惠原計劃拍攝關於六七暴動少年犯的紀錄片，搜集資料時發現六七暴動檔案的正本全都運回英國，存於英國國家檔案館；而香港歷史檔案館的複印本卻幾乎全部消失，只剩下21秒的影像。羅恩惠因而花4年時間搜集資料拍攝消失的檔案。

## 外部連結
- 消失的檔案 （页面存档备份，存于）
- 消失的檔案Facebook專頁 （页面存档备份，存于）
- 眾說 - 消失的檔案 （页面存档备份，存于）
- 消失的檔案眾籌網站 （页面存档备份，存于）